# روبیدیوم اکسید
روبیدیوم اکسید (به انگلیسی: Rubidium oxide) با فرمول شیمیایی Rb۲O یک ترکیب شیمیایی است. که جرم مولی آن ۱۸۶٫۹۴ g/mol می‌باشد. شکل ظاهری این ترکیب، بلورهای دستگاه بلوری مونوکلینیک قهوه‌ای و مایل به قرمز است.